# Milan Marković (modni dizajner)
Milan Marković (puno ime Milan Stevana Dimitrije Marković; 3. novembar 1963, Beograd) modni je dizajner. Osnovnu školu i gimnaziju, kao i studije prava i ekonomije pohađao je u Kelnu i Bonu, a nakon toga i studije modnog dizajna na Fakultetu primenjenih umetnosti u Hamburgu.
Izuzimajući period od 2000. do 2007. godine, kada je živeo u Srbiji, Milan Marković je veći deo svog života i profesionalne karijere proveo u Nemačkoj. Marković danas živi i radi u Berlinu.

## Porodična istorija
Porodica Marković značajno je doprinela razvoju nauke i umetnosti u Kraljevini Srba, Hrvata i Slovenaca. Stevan Marković, Milanov pradeda, osnovao je 1894. godine Elektrotehnički fakultet u Beogradu. Pradeda po ženskoj liniji, Đorđe Đoka Bogdanović bio je jedan od prvih filmskih producenata Kraljevine Jugoslavije.
Milanov deda, po ocu, Milan Stevana Marković se nakon studija prava na Sorboni vratio u Srbiju, te radio kao sudija, a kasnije i kao advokat. Tokom drugog svetskog rata bio je zarobljenik nemačkog nacističkog režima. Iz Banjičkog logora premešten je u koncentracioni logor Mauthauzen.
Milanov otac Stevan Milana Marković je elektroinženjer, a majka Olga Marković (rođena Ril) pravnica.
Milan Marković je imao 2 godine kada su roditelji odlučili da napuste tadašnju SFRJ i emigriraju u Nemačku.

## Školovanje
Nakon gimnazije Milan Marković je upisao studije prava i ekonomije u Kelnu i Bonu. Studije modnog dizajna i fotografije Marković je upisao 1983. godine na Fakultetu primenjenih umetnosti u Hamburgu.
Profesionalnu karijeru u modi započeo je 1985. godine, neposredno nakon prve godine studija, dizajnirajući, producirajući i prezentujući svoje autorske kolekcije.

## Karijera u Nemačkoj (1985—2000)
Godine 1985. Marković je bio jedan od prvih evropskih dizajnera angažovanih od strane velikih multinacionalnih kompanija na izradi korporativnog imidža i promotivnih kostima. Ubrzo je postigao i veliki uspeh na polju scenskog kostima, kreirajući za muzičare kao što su Boni Em, Vorlok, Doro, Čajna i druge. U oblasti scenskog kostima stvarao je, kako na polju klasične muzike – dizajnirajući za opere Karmen, Salome, Viva la Mama, Figarova ženidba i Bazilisk – tako i za ostale scenske izraze – predstavu Leons i Lena, mjuzikl Opera za tri groša Bertold Brehta i druge.
 U ovom periodu oprobao se i na polju političkih kampanja osmislivši nekoliko uličnih performansa za potrebe Stranke slobodnih demokrata.
Za sve ovo vreme uspešno je paralelno razvijao i sopstveni brend "Milan Marković", u okviru kojeg je najčešće kreirao ekskluzivnu večerenju „modu po meri“ (couture), luksuzne aksesoare, nakit i venčanice. Rani uspeh i želja da i dalje razvija sopstvenu marku prevagnuli su nad ponudama velikih evropskih modnih kuća, između ostalih i Markoviću tada najzanimljivije ponude od strane kompanije Pjer Karden 1986. godine, za mesto dizjanera ekskluzivnih venčanica.
Marković je tokom devedesetih, pored daljeg konstantnog rada na sopstvenom brendu, realizovao i par saradničkih projekata; između ostalih, Mark&Marković i Trend Afers. U okviru projekta Trend Afers dizajnirao je kolekciju nakita "Domus Domini", prezentovanu na svetskoj izložbi EKSPO 2000 u Hanoveru, sa kojom je ostvario značajan komercijalni uspeh.
Nekoliko Markovićevih kreacija iz ovog perioda, nalaze se u modnoj zbirci Muzeja primenjenih umetnosti u Hamburgu. Tri večernje haljine iz drugog tzv. "beogradskog" perioda Markovićevog stvaralaštva, mogu se videti u okviru stalne postavke modne zbirke Muzeja primenjenih umetnosti u Berlinu

## Karijera u Srbiji (2000—2007)
Nakon pada Miloševićevog režima Marković se vratio u Beograd. Koristeći svoje kontakte, iskustvo i materijalna sredstva, podržavao je nekoliko mladih srpskih dizajnera i umetnika. Početkom 2000. godine, sa svojim najbližim saradnicima, osniva Srpsko-nemački forum za umetnost i dizajn koji ubrzo, uz pomoć GTZ-a, prerasta u udruženje modnih dizajnera MTD forum, čiji je Marković počasni član i danas.
Tokom 2003. godine, Milan Marković je u Beogradu prezentovao svoju prvu kolekciju revijom "Povratak u Beograd". Tom prilikom predstavio je javnosti i prvi parfem koji je dizajnirao pod imenom Milan St. Marković – "Velvet ajron". Tokom naredne tri godine Marković je uspeo da se probije na poziciju jednog od vodećih srpskih modnih dizajnera. 
Na predsedničkim izborima 2004. godine bio je angažovan kao stilista jednog dela predsedničke kampanje kneginje Jelisavete Karađorđević.
Njegova druga kolekcija, "Rođen u Beogradu", prikazana 2005. godine u Domu garde na Topčideru, postavila je u Srbiji nove standarde u oblasti modne prezentacije. Mesto je simbolično odabrano s obzirom na to da je u Domu garde 21. februara 1925. godine, Milanova baka Kruna osvojila nagradu za najlepšu masku na balu u čast princa Pavla Karađorđevića.
Iste godine, Marković je kao koautor projekta "Fascinantno! Mercedes-Benz" zajedno sa DajmlerKrajsler SCG i agencijom Komunis osvojio Star Avord 2005. u kategoriji Alternativna komunikacija i prezentacija.
Nekoliko meseci nakon prezentacije druge kolekcije Milan Marković je u Francuskoj ulici otvorio i Prvi beogradski salon visoke mode. 
U saradnji sa Turističkom organizacijom Beograda, na sajmu turizma 2006. godine, prikazo je i "Beogradsku kolekciju" – linija sportske i svakodnevne garderobe, namenjenu fanovima glavnog grada Srbije.
Na poziv modne agencije Selekt, Marković je iste godine učestvovao u manifestaciji Fešn selekšn i prikazao deo kolekcije "Vrh ledenog brega". Modna revija se odigrala u avionu na relaciji Beograd-Rim-Beograd.
I pored svog uspeha koji je ostvario, Milan Marković je 2007 napustio Beograd i vratio se u Nemačku, u Berlin.

## Povratak u Nemačku (2007)
Od avgusta 2007. godine, Milan Marković živi i radi u Berlinu. Neki do projekata na kojima je angažovan nisu u neposrednoj vezi sa modom. Svoj kreativni potencijal posvetio je fotografiji u okviru Projekta Berlin Detaj, za koji inspiraciju crpi iz urbanog berlinskog okruženja.
Početkom 2009. godine Milan Marković je sa dugogodišnjim partnerom Mihailom Kotarcem osnovao firmu Ministri of trend afers, koja je i danas aktivna i u okviru koje povremeno prihvata konsultatnske angažmane u oblasti mode. Iste godine pozvan je u člansto Mreže za tekstil i modu koja okuplja eksperte za oblasti kulture i istorije tekstila, odeće i mode.

## Spoljašnje veze
- www.milanmarkovic.com
- www.netzwerk-mode-textil.de